# San Morales
San Morales és un municipi de la província de Salamanca a la comunitat autònoma de Castella i Lleó. Limita a l'Oest, Nord i Est amb Aldearrubia i al Sud amb Calvarrasa de Abajo.

## Demografia
| 1991 | 1996 | 2001 | 2004 |
| ---- | ---- | ---- | ---- |
| 189  | 203  | 223  | 238  |